# Harry McGilberry
Harry McGilberry (Filadelfia, 19 gennaio 1950 – Filadelfia, 3 aprile 2006) è stato un cantante di R&B e soul statunitense, nonché ultimamente bassista dei Temptations tra il 1995 e il 2003.

## Biografia
Nato come Harry McGilberry Jr. a Filadelfia, in Pennsylvania, il 19 gennaio 1950, McGilberry è stato membro del gruppo R&B The Futures e successivamente dei Temptations, sostituendo il bassista malato ed ex membro dei P-Funk Ray Davis. Si è unito al quintetto nel 1995 e con loro ha registrato gli album Phoenix Rising, Ear-Resistible e Awesome.
McGilberry è stato licenziato dal gruppo nel 2003 da Otis Williams, leader dei Temptations, a causa di una presunta tossicodipendenza; fu sostituito da Joe Herndon degli Spaniels.
In seguito si unì a un gruppo scissionista dei Temptations, “The Temptations Experience”, sostituendo l'allora appena scomparso Ray Davis.

## Morte e sepoltura
McGilberry è morto a Las Vegas per un'apparente overdose il 3 aprile 2006 all'età di 56 anni.
È sepolto accanto alla madre nel Cimitero di Eden a Collingdale in Pennsylvania.